# Gare de Dracy-Saint-Loup
 (juin 2023).
Si vous disposez d'ouvrages ou d'articles de référence ou si vous connaissez des sites web de qualité traitant du thème abordé ici, merci de compléter l'article en donnant les références utiles à sa vérifiabilité et en les liant à la section « Notes et références ».
La gare de Dracy-Saint-Loup est une gare ferroviaire française située sur le territoire de la commune de Dracy-Saint-Loup dans le département de Saône-et-Loire, en région Bourgogne-Franche-Comté. 
C'était un point de bifurcation entre les lignes d'Étang à Santenay et de Cravant - Bazarnes à Dracy-Saint-Loup, assurant les liaisons entre Autun, Saulieu et Avallon (et au-delà Auxerre et Paris), jusqu'à l'interruption du trafic sur les deux lignes en 2015. 
C'était une halte voyageurs de la SNCF, desservie par des trains de voyageurs jusqu'en 2011. Aujourd'hui, son trafic ferroviaire est nul et elle reste seulement desservie par des autocars de la ligne n°123 du réseau régional Mobigo, qui relient Autun et Avallon.

## Situation ferroviaire
La gare de Dracy-Saint-Loup, établie à 300 mètres d'altitude, est située au point kilométrique 22,046 de la ligne d'Étang à Santenay (via Autun), entre les gares de L'Orme - Saint-Pantaléon et de Saint-Léger - Sully, toutes deux fermées.
Au-delà de la gare se trouve la bifurcation avec la ligne de Cravant - Bazarnes à Dracy-Saint-Loup, qui précède la section déclassée de la ligne d'Étang à Santenay (qui démarre au pK 22,450).

## Histoire

### Ouverture
La gare est ouverte par la Compagnie des chemins de fer de Paris à Lyon et à la Méditerranée (PLM) en 1868, lors de l'ouverture de la section reliant Autun à Épinac sur la ligne d'Étang à Santenay.

### Fermeture
En 2011, RFF ferme la section reliant Autun à Dracy-Saint-Loup sur la ligne d'Étang à Santenay, en même temps que la section reliant Dracy-Saint-Loup à Avallon sur la ligne de Cravant - Bazarnes à Dracy-Saint-Loup, en invoquant un mauvais état de la voie.
Le service marchandises est suspendu à son tour sur les deux sections en 2015, la gare de Dracy-Saint-Loup perdant alors l'intégralité de son trafic ferroviaire.

### Une vie après la mort
Après l'interruption définitive du trafic, la gare de Dracy-Saint-Loup a été mise en vente par la SNCF.
C'est Gregory Marshall, un américain, ancien officier des Marines qui l'a racheté en septembre 2016 et y a lourdement investi.
Ainsi, en 2018, il a pu ouvrir un musée ferroviaire un peu particulier, qu'il a nommé «Train des rêves». Outre le bâtiment voyageurs dont la salle d'attente est devenue un café-restaurant et l'étage d'habitation deux chambres d'hôtes, il a acheté une douzaine de locomotives, voitures et wagons qu'il a restaurés et qui offrent aux visiteurs des possibilités pas banales: 
- réhabilitation d'une authentique voiture restaurant du Mistral où peuvent s'installer une cinquantaine de convives
- réhabilitation d'une authentique voiture lits de l'Orient-Express où sont aménagés six bed & breakfast
- réhabilitation d'une plus modeste voiture couchettes, elle aussi transformée en bed & breakfast

Bien sûr, on peut visiter le reste du matériel roulant, dont une partie a été transformée en musée historique de la compagnie Paris-Lyon-Méditerranée, qui avait construit et exploité cette gare de 1882 jusqu'à son absorption dans la SNCF en 1938
Par ailleurs, la Communauté de communes du Grand Autunois Morvan a racheté à la SNCF l'emprise et la voie ferrée jusqu'à la gare de Manlay afin d'y offrir aux touristes un vélo-rail à assistance électrique sur un parcours de plus de 20km (l'inauguration en était prévue en 2020 mais repoussée en raison de la crise sanitaire du Coronavirus).

## Service des voyageurs

### Desserte
La gare de Dracy-Saint-Loup est fermée à tout trafic ferroviaire depuis 2015.
Un service d'autocars TER à tarification SNCF a été mis en place par le passé, mais n'est plus en activité aujourd'hui.
La commune de Dracy-Saint-Loup reste desservie par la ligne n°123 du réseau régional Mobigo, permettant de rejoindre Autun, Saulieu et Avallon principalement.